# Sarov (Goranboy)
Sarov è un comune dell'Azerbaigian situato nel distretto di Goranboy. Conta una popolazione di 854 abitanti.